# Tanya Seghatchian
Tanya Seghatchian (* 1968 in London) ist eine britische Filmproduzentin.

## Leben
Tanya Seghatchian wurde 1968 in London geboren und besuchte die Cambridge University.
Nachdem sie zur Leiterin des Entwicklungsfonds des UK Film Council ernannt worden war, wurde sie 2010 Leiterin des Filmfonds des Film Council.
Der von ihr produzierte Film The Power of the Dog von Jane Campion erhielt im Rahmen der Oscarverleihung 2022 insgesamt 12 Nominierungen, unter anderen als bester Film.

## Filmografie
- 2004: My Summer of Love
- 2018: Cold War – Der Breitengrad der Liebe
- 2021: The Power of the Dog

## Auszeichnungen
British Academy Film Award
- 2005: Auszeichnung für den besten britischen Film mit dem Alexander Korda Award (My Summer of Love)
- 2019: Nominierung für den besten nicht-englischsprachigen Film (Cold War – Der Breitengrad der Liebe)
- 2022: Auszeichnung für den besten Film (The Power of the Dog)

Europäischer Filmpreis
- 2005: Nominierung für den besten Film (My Summer of Love)
- 2018: Auszeichnung für den besten Film (Cold War – Der Breitengrad der Liebe)

Oscar
- 2022: Nominierung für den besten Film (The Power of the Dog)

Producers Guild of America Award
- 2022: Nominierung für den besten Kinofilm (The Power of the Dog)